# Meilleurs buteurs du championnat d'Angleterre de football
Cet article liste les meilleurs buteurs du championnat d'Angleterre de football depuis sa création en 1888.
L'Anglais Jimmy Greaves est le meilleur buteur de l'histoire du Championnat d'Angleterre avec 357 buts.

## Classement général
Ce tableau présente le classement des footballeurs ayant inscrits plus de deux-cent buts dans le Championnat d'Angleterre de football. Il cumule les saisons de Football League de 1888 à 1992 et de Premier League depuis lors.
Les joueurs évoluant actuellement en Premier League sont inscrits en caractères gras.
| Rang | Joueur             | Période   | Clubs successifs                                                             | Matchs | Ratio | Buts |
| ---- | ------------------ | --------- | ---------------------------------------------------------------------------- | ------ | ----- | ---- |
| 1    | Jimmy Greaves      | 1957-1971 | Chelsea FC (124), Tottenham Hotspur (220), West Ham United (13)              | 516    | 0,69  | 357  |
| 2    | Steve Bloomer      | 1892-1914 | Derby County (256), Middlesbrough FC (61)                                    | 536    | 0,59  | 317  |
| 3    | Dixie Dean         | 1925-1937 | Everton FC (310)                                                             | 362    | 0,86  | 310  |
| 4    | Gordon Hodgson     | 1926-1939 | Liverpool FC (232), Aston Villa (4), Leeds United (51)                       | 456    | 0,63  | 287  |
| 5    | Alan Shearer       | 1988-2006 | Southampton FC (23), Blackburn Rovers (112), Newcastle United (148)          | 559    | 0,51  | 283  |
| 6    | Charlie Buchan     | 1911-1928 | Sunderland AFC (209), Arsenal FC (49)                                        | 482    | 0,54  | 258  |
| 7    | David Jack         | 1921-1934 | Bolton Wanderers (144), Arsenal FC (113)                                     | 476    | 0,54  | 257  |
| 8    | Nat Lofthouse      | 1946-1960 | Bolton Wanderers (255)                                                       | 452    | 0,56  | 255  |
| 9    | Joe Bradford       | 1921-1935 | Birmingham City (248)                                                        | 410    | 0,60  | 248  |
| 10   | Hughie Gallacher   | 1925-1938 | Newcastle United (133), Chelsea FC (72), Derby County (38), Grimsby Town (3) | 355    | 0,72  | 246  |
| 11   | Joe Smith          | 1909-1927 | Bolton Wanderers (243)                                                       | 410    | 0,59  | 243  |
| 12   | George Brown (en)  | 1921-1936 | Huddersfield Town (142), Aston Villa (79), Leeds United (19)                 | 366    | 0,66  | 240  |
| 13   | George Camsell     | 1927-1939 | Middlesbrough FC (233)                                                       | 337    | 0,69  | 233  |
| 14   | Ian Rush           | 1980-1998 | Liverpool FC (229), Leeds United (3), Newcastle United (0)                   | 515    | 0,45  | 232  |
| 15   | David Herd         | 1955-1970 | Arsenal FC (97), Manchester United (114), Stoke City (11)                    | 404    | 0,55  | 222  |
| 16   | Harry Hampton      | 1904-1922 | Aston Villa (215), Birmingham City (4)                                       | 357    | 0,61  | 219  |
| 17   | Billy Walker       | 1920-1933 | Aston Villa (214)                                                            | 478    | 0,45  | 214  |
| 18   | Tony Cottee        | 1983-2000 | West Ham United (115), Everton FC (72), Leicester City (27)                  | 550    | 0,39  | 214  |
| 19   | Harry Kane         | 2012-2023 | Tottenham Hotspur (213), Norwich City (0)                                    | 320    | 0,67  | 213  |
| 20   | Dave Halliday      | 1925-1933 | Sunderland AFC (156), Arsenal FC (8), Manchester City (47)                   | 257    | 0,82  | 211  |
| 21   | Geoffrey Hurst     | 1960-1975 | West Ham United (180), Stoke City (30)                                       | 519    | 0,40  | 210  |
| 22   | Ronnie Allen       | 1950-1961 | West Bromwich Albion (208)                                                   | 415    | 0,50  | 208  |
| 23   | Wayne Rooney       | 2002-2018 | Everton FC (25), Manchester United (183)                                     | 491    | 0,42  | 208  |
| 24   | Bobby Gurney (en)  | 1926-1939 | Sunderland AFC (205)                                                         | 348    | 0,49  | 205  |
| 25   | Vic Watson         | 1923-1932 | West Ham United (203)                                                        | 295    | 0,69  | 203  |
| 26   | Arthur Chandler    | 1925-1935 | Leicester City (203)                                                         | 309    | 0,66  | 203  |
| 27   | Harry Johnson (en) | 1919-1930 | Sheffield United (201)                                                       | 313    | 0,64  | 201  |
| 28   | Denis Law          | 1960-1974 | Manchester City (30), Manchester United (171)                                | 377    | 0,53  | 201  |

## Classement depuis 1992-1993 (Premier League)
Ce tableau présente le classement des footballeurs ayant inscrits plus de cent buts en Premier League depuis sa création en 1992. L'international anglais Alan Shearer qui mène ce classement avec 260 buts, est le seul à figurer parmi les dix meilleurs buteurs de l'histoire du championnat d'Angleterre.
Les joueurs évoluant actuellement en Premier League sont inscrits en caractères gras.
| Rang | Joueur                  | Clubs successifs | Matchs | Ratio | Buts |
| ---- | ----------------------- | --- | ------ | ----- | ---- |
| 1    | Alan Shearer            | Blackburn Rovers (112), Newcastle United (148)                                                                                                   | 441    | 0,59  | 260  |
| 2    | Harry Kane              | Tottenham Hotspur (213), Norwich City (0) | 320    | 0,67  | 213  |
| 3    | Wayne Rooney            | Everton FC (25), Manchester United (183) | 491    | 0,42  | 208  |
| 4    | Mohamed Salah           | Chelsea FC (2), Liverpool FC (185) | 302    | 0,62  | 187  |
| 5    | Andy Cole               | Newcastle United (43), Manchester United (93), Blackburn Rovers (27), Fulham FC (12), Manchester City (9), Portsmouth FC (3), Sunderland AFC (0) | 414    | 0,45  | 187  |
| 6    | Sergio Agüero           | Manchester City (184) | 275    | 0,67  | 184  |
| 7    | Frank Lampard           | West Ham United (24), Chelsea FC (147), Manchester City (6)                                                                                      | 609    | 0,29  | 177  |
| 8    | Thierry Henry           | Arsenal FC (175) | 258    | 0,68  | 175  |
| 9    | Robbie Fowler           | Liverpool FC (128), Leeds United (14), Manchester City (21), Blackburn Rovers (0)                                                                | 378    | 0,43  | 163  |
| 10   | Jermain Defoe           | West Ham United (18), Tottenham Hotspur (91), Portsmouth FC (15), Sunderland AFC (34), AFC Bournemouth (4)                                       | 496    | 0,33  | 162  |
| 11   | Michael Owen            | Liverpool FC (118), Newcastle United (26), Manchester United (5), Stoke City (1)                                                                 | 326    | 0,46  | 150  |
| 12   | Les Ferdinand           | Queens Park Rangers (60), Newcastle United (41), Tottenham Hotspur (33), West Ham United (2), Leicester City (12), Bolton Wanderers (1)          | 351    | 0,42  | 149  |
| 13   | Teddy Sheringham        | Nottingham Forest (1), Tottenham Hotspur (97), Manchester United (31), Portsmouth FC (9), West Ham United (8)                                    | 418    | 0,35  | 146  |
| 14   | Jamie Vardy             | Leicester City (145) | 342    | 0,42  | 145  |
| 15   | Robin van Persie        | Arsenal FC (96), Manchester United (48) | 266    | 0,54  | 144  |
| 16   | Jimmy Floyd Hasselbaink | Leeds United (34), Chelsea FC (69), Middlesbrough FC (22), Charlton Athletic (2)                                                                 | 288    | 0,44  | 127  |
| 17   | Son Heung-min           | Tottenham Hotspur (127) | 333    | 0,38  | 127  |
| 18   | Robbie Keane            | Coventry City (12), Leeds United (13), Tottenham Hotspur (91), Liverpool FC (5), West Ham United (2), Aston Villa FC (3)                         | 349    | 0,36  | 126  |
| 19   | Nicolas Anelka          | Arsenal FC (23), Liverpool FC (4), Manchester City (37), Bolton Wanderers (21), Chelsea FC (28), West Bromwich Albion (2)                        | 364    | 0,34  | 125  |
| 20   | Dwight Yorke            | Aston Villa FC (60), Manchester United (48), Blackburn Rovers (12), Birmingham City (2), Sunderland AFC (1)                                      | 375    | 0,33  | 123  |
| 21   | Raheem Sterling         | Liverpool FC (18), Manchester City (91), Chelsea FC (14), Arsenal FC (0)                                                                         | 396    | 0,31  | 123  |
| 22   | Romelu Lukaku           | Chelsea FC (8), West Bromwich Albion (17), Everton FC (68), Manchester United (28)                                                               | 278    | 0,44  | 121  |
| 23   | Steven Gerrard          | Liverpool FC (120) | 504    | 0,24  | 120  |
| 24   | Ian Wright              | Arsenal FC (104), West Ham United (9) | 214    | 0,53  | 113  |
| 25   | Sadio Mané              | Southampton FC (21), Liverpool FC (90) | 263    | 0,42  | 111  |
| 26   | Dion Dublin             | Manchester United (2), Coventry City (61), Aston Villa FC (48)                                                                                   | 312    | 0,36  | 111  |
| 27   | Emile Heskey            | Leicester City (33), Liverpool FC (39), Birmingham City (14), Wigan Athletic (15), Aston Villa FC (9)                                            | 517    | 0,21  | 110  |
| 28   | Ryan Giggs              | Manchester United (109) | 632    | 0,17  | 109  |
| 29   | Peter Crouch            | Aston Villa FC (6), Southampton FC (12), Liverpool FC (22), Portsmouth FC (11), Tottenham Hotspur (12), Stoke City (45), Burnley FC (0)          | 468    | 0,23  | 108  |
| 30   | Paul Scholes            | Manchester United (107) | 499    | 0,21  | 107  |
| 31   | Darren Bent             | Ipswich Town (1), Charlton Athletic (31), Tottenham Hotspur (18), Sunderland AFC (32), Aston Villa FC (21), Fulham FC (3)                        | 276    | 0,38  | 106  |
| 32   | Didier Drogba           | Chelsea FC (104) | 254    | 0,41  | 104  |
| 33   | Cristiano Ronaldo       | Manchester United (103) | 236    | 0,44  | 103  |
| 34   | Matthew Le Tissier      | Southampton FC (100) | 270    | 0,37  | 100  |

### Les meilleurs buteurs en activité
Le tableau ci-dessous présente les dix meilleurs buteurs du championnat d'Angleterre encore en activité et évoluant cette saison en Premier League.
| Rang | Joueur          | Club actuel            | Matchs | Ratio | Buts |
| ---- | --------------- | ---------------------- | ------ | ----- | ---- |
| 1    | Mohamed Salah   | Liverpool FC           | 302    | 0,62  | 187  |
| 2    | Raheem Sterling | Chelsea FC             | 396    | 0,31  | 123  |
| 3    | Chris Wood      | Nottingham Forest      | 264    | 0,34  | 91   |
| 4    | Callum Wilson   | West Ham United        | 240    | 0,37  | 88   |
| 5    | Erling Haaland  | Manchester City        | 98     | 0,89  | 87   |
| 6    | Danny Welbeck   | Brighton & Hove Albion | 364    | 0,21  | 77   |
| 7    | Gabriel Jesus   | Arsenal FC             | 229    | 0,33  | 76   |
| 8    | Ollie Watkins   | Aston Villa            | 185    | 0,41  | 75   |
| 9    | Richarlison     | Tottenham Hotspur      | 244    | 0,27  | 66   |
| 10   | Bruno Fernandes | Manchester United      | 196    | 0,32  | 62   |

Les joueurs suivants ont marqué plus de cinquante buts dans le championnat d'Angleterre mais n'y jouent plus actuellement :
Harry Kane (213, Allemagne), Jamie Vardy (145, Libre), Son Heung-min (127, États-Unis), Romelu Lukaku (121, Italie), Sadio Mané (111, Arabie saoudite), Cristiano Ronaldo (103, Arabie saoudite), Olivier Giroud (90, France), Marcus Rashford (89, Espagne), Christian Benteke (86, États-Unis), Roberto Firmino (82, Qatar), Riyad Mahrez (82, Arabie saoudite), Kevin De Bruyne (72, Italie), Danny Ings (72, Libre), Luis Suárez (69, États-Unis), Pierre-Emerick Aubameyang (69, France), Wilfried Zaha (68, États-Unis), Michail Antonio (68, Libre), Alexis Sánchez (63, Italie), Anthony Martial (63, Grèce), Christian Eriksen (55, Libre), Alexandre Lacazette (54, Arabie saoudite), Steven Fletcher (53, Libre), Javier Hernández (53, Mexique), Joshua King (53, Arabie saoudite), Diego Costa (53, Libre), Juan Mata (52, Australie) et Dele Alli (51, Italie).

## Palmarès

### Palmarès par édition
Ce tableau retrace les meilleurs buteurs du Championnat d'Angleterre de football par saison depuis sa création en 1889.
Le record de buts sur une saison est détenu par Dixie Dean avec 60 buts inscrits avec le Everton FC lors de la saison 1927-1928.
| Saison    | Joueur                                   | Club                                           | Buts                     |
| --------- | ---------------------------------------- | ---------------------------------------------- | ------------------------ |
| 1888-1889 | John Goodall                             | Preston North End                              | 21                       |
| 1889-1890 | Jimmy Ross                               | Preston North End                              | 24                       |
| 1890-1891 | Jack Southworth                          | Blackburn Rovers                               | 26                       |
| 1891-1892 | John Campbell                            | Sunderland AFC                                 | 32                       |
| 1892-1893 | John Campbell                            | Sunderland AFC                                 | 31                       |
| 1893-1894 | Jack Southworth                          | Everton FC                                     | 27                       |
| 1894-1895 | John Campbell                            | Sunderland AFC                                 | 22                       |
| 1895-1896 | Johnny Campbell Steve Bloomer            | Aston Villa Derby County                       | 20                       |
| 1896-1897 | Steve Bloomer                            | Derby County                                   | 22                       |
| 1897-1898 | Fred Wheldon                             | Aston Villa                                    | 21                       |
| 1898-1899 | Steve Bloomer                            | Derby County                                   | 23                       |
| 1899-1900 | Billy Garraty                            | Aston Villa                                    | 27                       |
| 1900-1901 | Steve Bloomer                            | Derby County                                   | 23                       |
| 1901-1902 | Jimmy Settle                             | Everton FC                                     | 18                       |
| 1902-1903 | Sam Raybould                             | Liverpool FC                                   | 31                       |
| 1903-1904 | Steve Bloomer                            | Derby County                                   | 20                       |
| 1904-1905 | Arthur Brown                             | Sheffield United                               | 22                       |
| 1905-1906 | Albert Shepherd                          | Bolton Wanderers                               | 26                       |
| 1906-1907 | Alexander Young                          | Everton FC                                     | 30                       |
| 1907-1908 | Enoch West                               | Nottingham Forest                              | 27                       |
| 1908-1909 | Bert Freeman                             | Everton FC                                     | 38                       |
| 1909-1910 | Jack Parkinson                           | Liverpool FC                                   | 30                       |
| 1910-1911 | Albert Shepherd                          | Newcastle United                               | 25                       |
| 1911-1912 | Harry Hampton George Holley David McLean | Aston Villa Sunderland AFC Sheffield Wednesday | 25                       |
| 1912-1913 | David McLean                             | Sheffield Wednesday                            | 30                       |
| 1913-1914 | George Elliott                           | Middlesbrough FC                               | 32                       |
| 1914-1915 | Bobby Parker                             | Everton FC                                     | 35                       |
| 1915-1919 | Première Guerre mondiale                 | Première Guerre mondiale                       | Première Guerre mondiale |
| 1919-1920 | Fred Morris                              | West Bromwich Albion                           | 37                       |
| 1920-1921 | Joe Smith                                | Bolton Wanderers                               | 38                       |
| 1921-1922 | Andrew Wilson                            | Middlesbrough FC                               | 31                       |
| 1922-1923 | Charlie Buchan                           | Sunderland AFC                                 | 30                       |
| 1923-1924 | Wilf Chadwick                            | Everton FC                                     | 28                       |
| 1924-1925 | Frank Roberts                            | Manchester City                                | 31                       |
| 1925-1926 | Ted Harper                               | Blackburn Rovers                               | 43                       |
| 1926-1927 | Jimmy Trotter                            | Sheffield Wednesday                            | 37                       |
| 1927-1928 | Dixie Dean                               | Everton FC                                     | 60                       |
| 1928-1929 | Dave Halliday                            | Sunderland AFC                                 | 43                       |
| 1929-1930 | Vic Watson                               | West Ham United                                | 41                       |
| 1930-1931 | Tom Waring                               | Aston Villa                                    | 49                       |
| 1931-1932 | Dixie Dean                               | Everton FC                                     | 44                       |
| 1932-1933 | Jack Bowers                              | Derby County                                   | 35                       |
| 1933-1934 | Jack Bowers                              | Derby County                                   | 34                       |
| 1934-1935 | Ted Drake                                | Arsenal FC                                     | 42                       |
| 1935-1936 | Ginger Richardson                        | West Bromwich Albion                           | 39                       |
| 1936-1937 | Freddie Steele                           | Stoke City                                     | 33                       |
| 1937-1938 | Tommy Lawton                             | Everton FC                                     | 28                       |
| 1938-1939 | Tommy Lawton                             | Everton FC                                     | 35                       |
| 1939-1946 | Seconde Guerre mondiale                  | Seconde Guerre mondiale                        | Seconde Guerre mondiale  |
| 1946-1947 | Dennis Westcott                          | Wolverhampton Wanderers                        | 37                       |
| 1947-1948 | Ronnie Rooke                             | Arsenal FC                                     | 33                       |
| 1948-1949 | Willie Moir                              | Bolton Wanderers                               | 25                       |
| 1949-1950 | Dickie Davis                             | Sunderland AFC                                 | 25                       |
| 1950-1951 | Stan Mortensen                           | Blackpool FC                                   | 30                       |
| 1951-1952 | George Robledo                           | Newcastle United                               | 33                       |
| 1952-1953 | Charlie Wayman                           | Preston North End                              | 24                       |
| 1953-1954 | Jimmy Glazzard                           | Huddersfield Town                              | 29                       |
| 1954-1955 | Ronnie Allen                             | West Bromwich Albion                           | 27                       |
| 1955-1956 | Nat Lofthouse                            | Bolton Wanderers                               | 33                       |
| 1956-1957 | John Charles                             | Leeds United                                   | 38                       |
| 1957-1958 | Bobby Smith                              | Tottenham Hotspur                              | 36                       |
| 1958-1959 | Jimmy Greaves                            | Chelsea FC                                     | 33                       |
| 1959-1960 | Dennis Viollet                           | Manchester United                              | 32                       |
| 1960-1961 | Jimmy Greaves                            | Chelsea FC                                     | 41                       |
| 1961-1962 | Ray Crawford Derek Kevan                 | Ipswich Town West Bromwich Albion              | 33                       |
| 1962-1963 | Jimmy Greaves                            | Tottenham Hotspur                              | 37                       |
| 1963-1964 | Jimmy Greaves                            | Tottenham Hotspur                              | 35                       |
| 1964-1965 | Andy McEvoy Jimmy Greaves                | Blackburn Rovers Tottenham Hotspur             | 29                       |
| 1965-1966 | Roger Hunt Willie Irvine                 | Liverpool FC Burnley FC                        | 29                       |
| 1966-1967 | Ron Davies                               | Southampton FC                                 | 37                       |
| 1967-1968 | George Best Ron Davies                   | Manchester United Southampton FC               | 28                       |
| 1968-1969 | Jimmy Greaves                            | Tottenham Hotspur                              | 27                       |
| 1969-1970 | Jeff Astle                               | West Bromwich Albion                           | 25                       |
| 1970-1971 | Tony Brown                               | West Bromwich Albion                           | 28                       |
| 1971-1972 | Francis Lee                              | Manchester City                                | 33                       |
| 1972-1973 | Pop Robson                               | West Ham United                                | 28                       |
| 1973-1974 | Mick Channon                             | Southampton FC                                 | 21                       |
| 1974-1975 | Malcolm Macdonald                        | Newcastle United                               | 21                       |
| 1975-1976 | Ted MacDougall                           | Norwich City                                   | 23                       |
| 1976-1977 | Malcolm Macdonald Andy Gray              | Arsenal FC Aston Villa                         | 25                       |
| 1977-1978 | Bob Latchford                            | Everton FC                                     | 30                       |
| 1978-1979 | Frank Worthington                        | Bolton Wanderers                               | 24                       |
| 1979-1980 | Phil Boyer                               | Southampton FC                                 | 23                       |
| 1980-1981 | Peter Withe Steve Archibald              | Aston Villa Tottenham Hotspur                  | 20                       |
| 1981-1982 | Kevin Keegan                             | Southampton FC                                 | 26                       |
| 1982-1983 | Luther Blissett                          | Watford FC                                     | 27                       |
| 1983-1984 | Ian Rush                                 | Liverpool FC                                   | 32                       |
| 1984-1985 | Kerry Dixon Gary Lineker                 | Chelsea FC Leicester City                      | 24                       |
| 1985-1986 | Gary Lineker                             | Everton FC                                     | 30                       |
| 1986-1987 | Clive Allen                              | Tottenham Hotspur                              | 33                       |
| 1987-1988 | John Aldridge                            | Liverpool FC                                   | 26                       |
| 1988-1989 | Alan Smith                               | Arsenal FC                                     | 23                       |
| 1989-1990 | Gary Lineker                             | Tottenham Hotspur                              | 24                       |
| 1990-1991 | Alan Smith                               | Arsenal FC                                     | 22                       |
| 1991-1992 | Ian Wright                               | Crystal Palace et Arsenal FC                   | 29                       |

- Soulier d'or européen cette saison là.

| Saison    | Joueur                                             | Club                                        | Buts |
| --------- | -------------------------------------------------- | ------------------------------------------- | ---- |
| 1992-1993 | Teddy Sheringham                                   | Nottingham Forest et Tottenham Hotspur      | 22   |
| 1993-1994 | Andy Cole                                          | Newcastle United                            | 34   |
| 1994-1995 | Alan Shearer                                       | Blackburn Rovers                            | 34   |
| 1995-1996 | Alan Shearer                                       | Blackburn Rovers                            | 31   |
| 1996-1997 | Alan Shearer                                       | Newcastle United                            | 25   |
| 1997-1998 | Dion Dublin Michael Owen Chris Sutton              | Coventry City Liverpool FC Blackburn Rovers | 18   |
| 1998-1999 | Michael Owen Dwight Yorke Jimmy Floyd Hasselbaink  | Liverpool FC Manchester United Leeds United | 18   |
| 1999-2000 | Kevin Phillips                                     | Sunderland AFC                              | 30   |
| 2000-2001 | Jimmy Floyd Hasselbaink                            | Chelsea FC                                  | 23   |
| 2001-2002 | Thierry Henry                                      | Arsenal FC                                  | 24   |
| 2002-2003 | Ruud van Nistelrooy                                | Manchester United                           | 25   |
| 2003-2004 | Thierry Henry                                      | Arsenal FC                                  | 30   |
| 2004-2005 | Thierry Henry                                      | Arsenal FC                                  | 25   |
| 2005-2006 | Thierry Henry                                      | Arsenal FC                                  | 27   |
| 2006-2007 | Didier Drogba                                      | Chelsea FC                                  | 20   |
| 2007-2008 | Cristiano Ronaldo                                  | Manchester United                           | 31   |
| 2008-2009 | Nicolas Anelka                                     | Chelsea FC                                  | 19   |
| 2009-2010 | Didier Drogba                                      | Chelsea FC                                  | 29   |
| 2010-2011 | Carlos Tévez Dimitar Berbatov                      | Manchester City Manchester United           | 20   |
| 2011-2012 | Robin van Persie                                   | Arsenal FC                                  | 30   |
| 2012-2013 | Robin van Persie                                   | Manchester United                           | 26   |
| 2013-2014 | Luis Suárez                                        | Liverpool FC                                | 31   |
| 2014-2015 | Sergio Agüero                                      | Manchester City                             | 26   |
| 2015-2016 | Harry Kane                                         | Tottenham Hotspur                           | 25   |
| 2016-2017 | Harry Kane                                         | Tottenham Hotspur                           | 29   |
| 2017-2018 | Mohamed Salah                                      | Liverpool FC                                | 32   |
| 2018-2019 | Pierre-Emerick Aubameyang Sadio Mané Mohamed Salah | Arsenal FC Liverpool FC                     | 22   |
| 2019-2020 | Jamie Vardy                                        | Leicester City                              | 23   |
| 2020-2021 | Harry Kane                                         | Tottenham Hotspur                           | 23   |
| 2021-2022 | Mohamed Salah Son Heung-min                        | Liverpool FC Tottenham Hotspur              | 23   |
| 2022-2023 | Erling Haaland                                     | Manchester City                             | 36   |
| 2023-2024 | Erling Haaland                                     | Manchester City                             | 27   |
| 2024-2025 | Mohamed Salah                                      | Liverpool FC                                | 29   |

- Soulier d'or européen cette saison là.

### Palmarès par joueur
L'Anglais Jimmy Greaves compte six titres de meilleur buteur du championnat d'Angleterre.
Il a d'ailleurs remporté trois titres successivement, tout comme Alan Shearer et Thierry Henry.
| Rang | Joueur                  | Titres | Club(s)                                       |
| ---- | ----------------------- | ------ | --------------------------------------------- |
| 1    | Jimmy Greaves           | 6      | Chelsea FC, Tottenham Hotspur                 |
| 2    | Steve Bloomer           | 5      | Derby County                                  |
| 3    | Thierry Henry           | 4      | Arsenal FC                                    |
| 3    | Mohamed Salah           | 4      | Liverpool FC                                  |
| 5    | John Campbell           | 3      | Sunderland AFC                                |
| 5    | Gary Lineker            | 3      | Leicester City, Everton FC, Tottenham Hotspur |
| 5    | Alan Shearer            | 3      | Blackburn Rovers, Newcastle United            |
| 5    | Harry Kane              | 3      | Tottenham Hotspur                             |
| 9    | Jack Southworth         | 2      | Blackburn Rovers, Everton FC                  |
| 9    | Albert Shepherd         | 2      | Bolton Wanderers, Newcastle United            |
| 9    | David McLean            | 2      | Sheffield Wednesday                           |
| 9    | Dixie Dean              | 2      | Everton FC                                    |
| 9    | Jack Bowers             | 2      | Derby County                                  |
| 9    | Tommy Lawton            | 2      | Everton FC                                    |
| 9    | Ron Davies              | 2      | Southampton FC                                |
| 9    | Malcolm Macdonald       | 2      | Newcastle United, Arsenal FC                  |
| 9    | Alan Smith              | 2      | Arsenal FC                                    |
| 9    | Michael Owen            | 2      | Liverpool FC                                  |
| 9    | Jimmy Floyd Hasselbaink | 2      | Leeds United, Chelsea FC                      |
| 9    | Didier Drogba           | 2      | Chelsea FC                                    |
| 9    | Robin van Persie        | 2      | Arsenal FC, Manchester United                 |
| 9    | Erling Haaland          | 2      | Manchester City                               |

* titre partagé par deux joueurs ou plus.

### Palmarès par club
Tottenham Hotspur et Liverpool FC on eu chacun treize fois dans leur équipe le meilleur buteur du championnat d'Angleterre.
| Rang | Club                 | Titres | Joueurs |
| ---- | -------------------- | ------ | --- |
| 1    | Tottenham Hotspur    | 13     | Bobby Smith, Jimmy Greaves* (x4), Steve Archibald*, Clive Allen, Gary Lineker, Teddy Sheringham, Harry Kane (x3), Son Heung-min*                           |
| 1    | Liverpool FC         | 13     | Sam Raybould, Jack Parkinson, Roger Hunt, Ian Rush, John Aldridge, Michael Owen* (×2), Luis Suárez, Mohamed Salah* (x4), Sadio Mané*                       |
| 3    | Everton FC           | 12     | Jack Southworth, Jimmy Settle, Alexander Young, Bert Freeman, Bobby Parker, Wilf Chadwick, Dixie Dean (×2), Tommy Lawton (×2), Bob Latchford, Gary Lineker |
| 3    | Arsenal FC           | 12     | Ted Drake, Ronnie Rooke, Malcolm Macdonald*, Alan Smith (×2), Ian Wright, Thierry Henry (x4), Robin van Persie, Pierre-Emerick Aubameyang*                 |
| 5    | Sunderland AFC       | 8      | John Campbell (x3), George Holley*, Charlie Buchan, Dave Halliday, Dickie Davis, Kevin Phillips                                                            |
| 6    | Derby County         | 7      | Steve Bloomer* (x5), Jack Bowers (×2) |
| 6    | Aston Villa          | 7      | Johnny Campbell*, Fred Wheldon, Billy Garraty, Harry Hampton*, Tom Waring, Andy Gray*, Peter Withe*                                                        |
| 6    | Chelsea FC           | 7      | Jimmy Greaves (×2), Kerry Dixon*, Jimmy Floyd Hasselbaink, Didier Drogba (×2), Nicolas Anelka                                                              |
| 6    | Manchester United    | 7      | Dennis Viollet, George Best*, Dwight Yorke*, Ruud van Nistelrooy, Cristiano Ronaldo, Dimitar Berbatov*, Robin van Persie                                   |
| 10   | West Bromwich Albion | 6      | Fred Morris, Ginger Richardson, Ronnie Allen, Derek Kevan*, Jeff Astle, Tony Brown                                                                         |
| 10   | Blackburn Rovers     | 6      | Jack Southworth, Ted Harper, Andy McEvoy*, Alan Shearer (×2), Chris Sutton*                                                                                |
| 10   | Manchester City      | 6      | Frank Roberts, Francis Lee, Carlos Tévez*, Sergio Agüero, Erling Haaland (×2)                                                                              |
| 13   | Bolton Wanderers     | 5      | Albert Shepherd, Joe Smith, Willie Moir, Nat Lofthouse, Frank Worthington                                                                                  |
| 13   | Southampton FC       | 5      | Ron Davies* (×2), Mick Channon, Phil Boyer, Kevin Keegan                                                                                                   |
| 13   | Newcastle United     | 5      | Albert Shepherd, George Robledo, Malcolm Macdonald, Andy Cole, Alan Shearer                                                                                |
| 16   | Sheffield Wednesday  | 3      | David McLean* (×2), Jimmy Trotter |
| 16   | Preston North End    | 3      | John Goodall, Jimmy Ross, Charlie Wayman |
| 18   | Middlesbrough FC     | 2      | George Elliott, Andrew Wilson |
| 18   | West Ham United      | 2      | Vic Watson, Pop Robson |
| 18   | Leeds United         | 2      | John Charles, Jimmy Floyd Hasselbaink* |
| 18   | Leicester City       | 2      | Gary Lineker, Jamie Vardy |

* titre partagé par deux joueurs ou plus.

### Palmarès par pays
L'Angleterre a eu quatre-vingt-douze fois l'un de ses représentants titré meilleur buteur du championnat d'Angleterre.
| Rang | Pays            | Titres | Joueurs |
| ---- | --------------- | ------ | --- |
| 1    | Angleterre      | 92     | John Goodall, Jack Southworth (×2), Steve Bloomer* (x5), Fred Wheldon, Billy Garraty, Jimmy Settle, Sam Raybould, Arthur Brown, Albert Shepherd (×2), Enoch West, Bert Freeman, Jack Parkinson, Harry Hampton*, George Holley*, Fred Morris, Joe Smith, Charlie Buchan, Wilf Chadwick, Frank Roberts, Ted Harper, Jimmy Trotter, Dixie Dean (×2), Vic Watson, Tom Waring, Jack Bowers (×2), Ted Drake, Ginger Richardson, Freddie Steele, Tommy Lawton (×2), Dennis Westcott, Ronnie Rooke, Dickie Davis, Stan Mortensen, Charlie Wayman, Jimmy Glazzard, Ronnie Allen, Nat Lofthouse, Bobby Smith, Jimmy Greaves* (x6), Dennis Viollet, Ray Crawford*, Derek Kevan*, Jeff Astle, Tony Brown, Francis Lee, Pop Robson, Mick Channon, Malcolm Macdonald* (×2), Bob Latchford, Frank Worthington, Phil Boyer, Peter Withe*, Kevin Keegan, Luther Blissett, Kerry Dixon*, Gary Lineker* (x3), Clive Allen, Alan Smith (×2), Ian Wright, Teddy Sheringham, Andy Cole, Alan Shearer (x3), Dion Dublin*, Chris Sutton*, Michael Owen* (×2), Kevin Phillips, Harry Kane (x3), Jamie Vardy |
| 2    | Écosse          | 15     | Jimmy Ross, John Campbell (x3), Johnny Campbell, Alexander Young, David McLean (×2), Bobby Parker, Andrew Wilson, Dave Halliday, Willie Moir, Ted MacDougall, Andy Gray, Steve Archibald |
| 3    | France          | 5      | Thierry Henry (x4), Nicolas Anelka |
| 4    | Pays de Galles  | 4      | John Charles, Ron Davies* (×2), Ian Rush |
| 4    | Pays-Bas        | 4      | Jimmy Floyd Hasselbaink* (×2), Robin van Persie (×2) |
| 4    | Égypte          | 4      | Mohamed Salah* (x4) |
| 7    | Irlande du Nord | 2      | Willie Irvine, George Best* |
| 7    | Irlande         | 2      | Andy McEvoy*, John Aldridge |
| 7    | Côte d'Ivoire   | 2      | Didier Drogba (×2) |
| 7    | Argentine       | 2      | Carlos Tévez*, Sergio Agüero |
| 7    | Norvège         | 2      | Erling Haaland (×2) |

* titre partagé par deux joueurs ou plus.